# Une nuit inoubliable
Pour plus de détails, voir Fiche technique et Distribution.
Une nuit inoubliable (titre original : A Night to Remember) est un film américain réalisé par Richard Wallace, sorti en 1942.

## Synopsis
Nancy et Jeff Troy emménagent dans un appartement au 13, Gay Street, à Greenwich Village. Mais ils se rendent vite compte qu'il se passe quelque chose de bizarre dans cet immeuble où tous les résidents semblent vouloir leur cacher certaines choses.

## Fiche technique
- Titre : Une nuit inoubliable
- Titre original : A Night to Remember
- Réalisation : Richard Wallace
- Production : Samuel Bischoff
- Société de production et de distribution : Columbia Pictures
- Scénario : Richard Flournoy et Jack Henley d'après une histoire de Kelley Roos
- Musique : Werner R. Heymann
- Photographie : Joseph Walker
- Montage : Charles Nelson
- Direction artistique : Lionel Banks
- Pays de production : États-Unis
- Langue : anglais
- Format : Noir et blanc - 35 mm - 1,37:1 - Son : Mono (Western Electric Mirrophonic Recording)
- Genre : Comédie romantique
- Durée : 91 minutes
- Dates de sortie : 
  - États-Unis : 10 décembre 1942
  - France : 18 septembre 1946

## Distribution
- Loretta Young : Nancy Troy
- Brian Aherne : Jeff Troy
- Jeff Donnell : Anne Carstairs
- William Wright : Scott Carstairs
- Sidney Toler : Inspecteur Hankins
- Gale Sondergaard : Mme Devoe
- Donald MacBride : Bolling
- Lee Patrick : Polly Franklin
- Don Costello : Eddie Turner
- Richard Gaines : Lingle
- Blanche Yurka : Mme Salter
- James Burke : Pat Murphy

Acteurs non crédités
- Harry Harvey : Chauffeur de taxi
- Cy Kendall : Louis Kaufman